# Salem Maritime National Historic Site
Salem Maritime National Historic Site est un site historique national et musée maritime à Salem dans le  Massachusetts et qui se compose de 12 structures historiques, d'une réplique de grand voilier et d'environ 36,000 m2 de terrain le long du front de mer du Salem Harbor (en). Il est le premier site historique national établi aux États-Unis (17 mars 1938). Il interprète le commerce triangulaire de l'histoire coloniale de l'Amérique du Nord, du coton, du rhum, du sucre et des esclaves ; les actions des corsaires pendant la Révolution américaine ; et le commerce maritime mondial avec l'Extrême-Orient, après la Déclaration d'indépendance des États-Unis. Le National Park Service gère à la fois le site historique national et un centre d'accueil régional au centre-ville de Salem. Le National Park Service (NPS) est une agence du Département de l'Intérieur des États-Unis. Le National Park Service a célébré son 100e anniversaire en 2016.

## Les différentes lieux
Le site préserve et interprète de nombreuses ressources maritimes sous forme d'artefacts, de collections et de structures, notamment :
- Derby House (1762) - construit en 1762 par le capitaine Richard Derby comme cadeau de mariage pour son fils Elias Hasket Derby (en), un bel exemple d'architecture géorgienne. R. Derby a été le premier millionnaire du Nouveau Monde.
- Derby Wharf (1762, prolongé 1806) - Le plus long quai de Salem (près de 800 m). Lorsqu'il était utilisé activement, il était bordé d'entrepôts de marchandises du monde entier. Le phare de Derby Wharf (1871) demeure au bout du quai.
- Friendship of Salem - une réplique d'un Indiaman  de 1797 ; le nouveau navire a été construit dans le chantier naval Scarano Brothers à Albany, New York, en 1996 et est exploité comme un navire-musée. Le Friendship original a effectué 15 voyages au cours de sa carrière : à Batavia, en Inde, en Chine, en Amérique du Sud, dans les Caraïbes, en Angleterre, en Allemagne, en Méditerranée et en Russie. Il a été capturé comme prise de guerre par les Britanniques lors de la Guerre anglo-américaine de 1812.
- Hawkes House (1780, 1800) - conçu par le célèbre architecte de Salem Samuel McIntire, la construction a commencé en 1780. Le bâtiment inachevé a été acheté et achevé vers 1800 par Benjamin Hawkes.
- Narbonne House (1675) - La partie de la maison au toit pointu a été construite par le boucher Thomas Ives, qui a ajouté plus tard un appentis au sud et un appentis de cuisine à l'arrière. Vers 1740, l'appentis sud a été remplacé par l'ajout actuel à toit en mansarde. De 1750 à 1780, la maison appartenait au capitaine Joseph Hodges et, en 1780, la maison a été achetée par le tanneur Jonathan Andrew. La maison a été habitée par les descendants de la famille Andrew de 1780 à 1964, date à laquelle la maison a été vendue au National Park Service[3].
- Pedrick Store House, un bâtiment de trois étages, construit vers 1770, est un gréement historique et un grenier à voile, qui a été transféré au site historique national maritime de Salem de Marblehead, MA en 2007[4].
- Salem Custom House (en) (1819) - la 13e douane de Salem ; le premier a été construit en 1649. Des taxes étaient perçues sur les cargaisons importées. Nathaniel Hawthorne a écrit sur l'aigle au sommet de la douane dans son roman The Scarlet Letter. L'aigle a été sculpté par le sculpteur sur bois et ébéniste Joseph True. D'autres œuvres de lui se trouvent au Peabody Essex Museum de Salem.
- St. Joseph Hall (1909) - Maison d'origine de la Société Saint-Joseph (1897), une société fraternelle établie par des immigrants polonais. Le premier étage était un espace commercial qui pouvait être loué pour fournir un revenu pour l'entretien du bâtiment. La grande salle du deuxième étage a été le théâtre de centaines de mariages, de danses, de pièces de théâtre et d'autres événements sociaux dans la communauté polonaise, qui s'est rapidement développée à la fin du XIXe siècle et au début du XXe siècle. Au dernier étage, la Société a construit plusieurs appartements pour loger les nouveaux immigrants jusqu'à ce qu'ils puissent s'installer définitivement. Le bâtiment sert maintenant de siège du parc.
- West India Goods Store (1804) - Construit par le capitaine Henry Prince vers 1804 et a probablement été utilisé pour la première fois comme entrepôt, où Prince conservait des marchandises importées des Indes orientales, telles que du poivre, du café, des peaux de buffle d'eau et des écailles de tortue. En 1836, Charles Dexter avait une boutique dans ce bâtiment. C'était l'un des nombreux qui répondaient aux besoins des ménages de Salem en vendant des bougies, des huiles, des vêtements, de l'étain et de la verrerie. En plus de stocker des produits d'épicerie générale tels que des céréales, du fromage, des haricots secs et même du rhum, le magasin a attiré des clients avec de nombreux produits et produits de luxe importés d'Europe, d'Asie et d'Afrique. Le magasin a continué à fonctionner comme un espace de vente au détail tout au long du XIXe siècle. Les occupants ultérieurs comprenaient des peintres, un buraliste et un marchand de vin et de spiritueux.

## Galerie

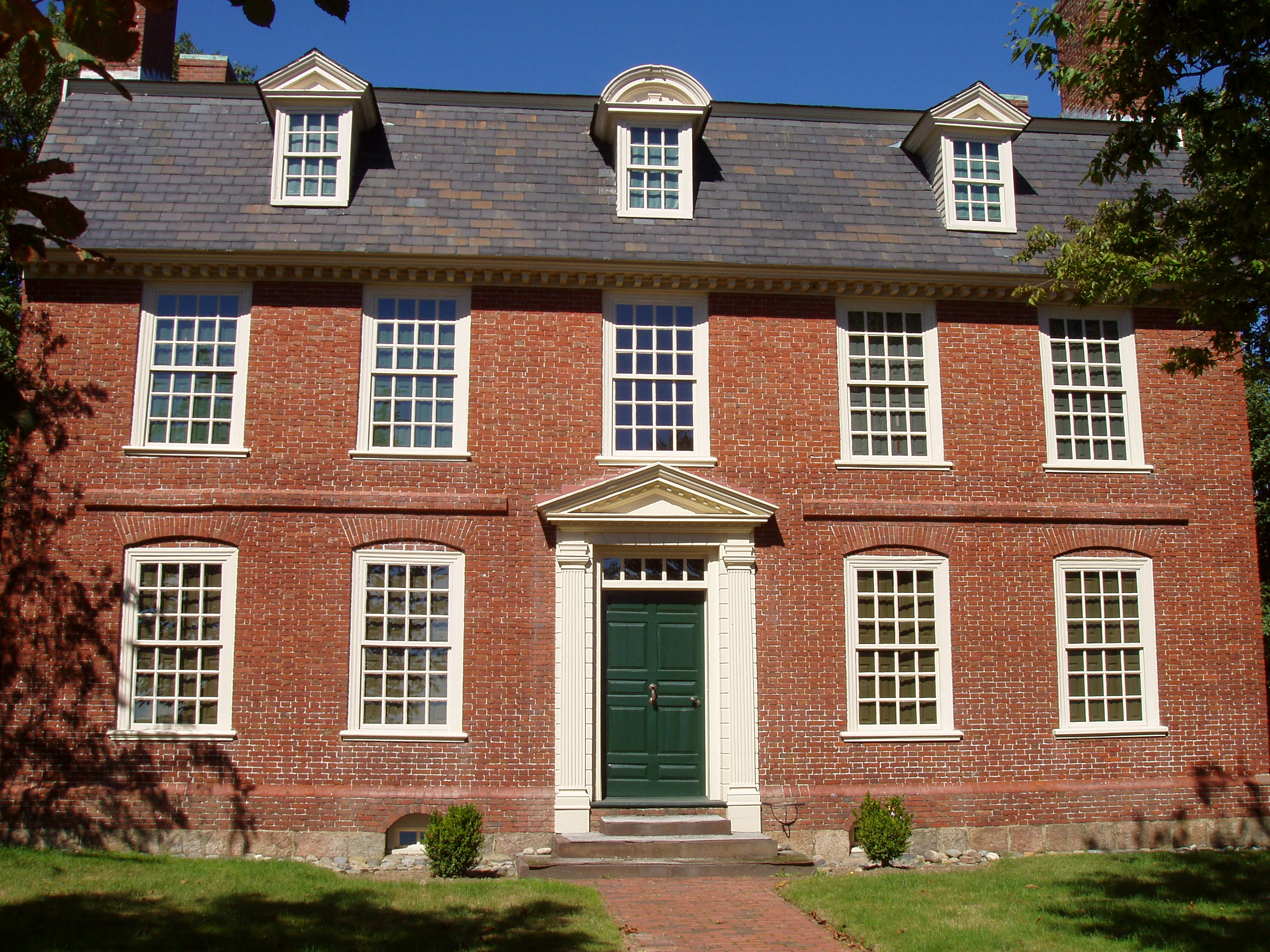
Derby House
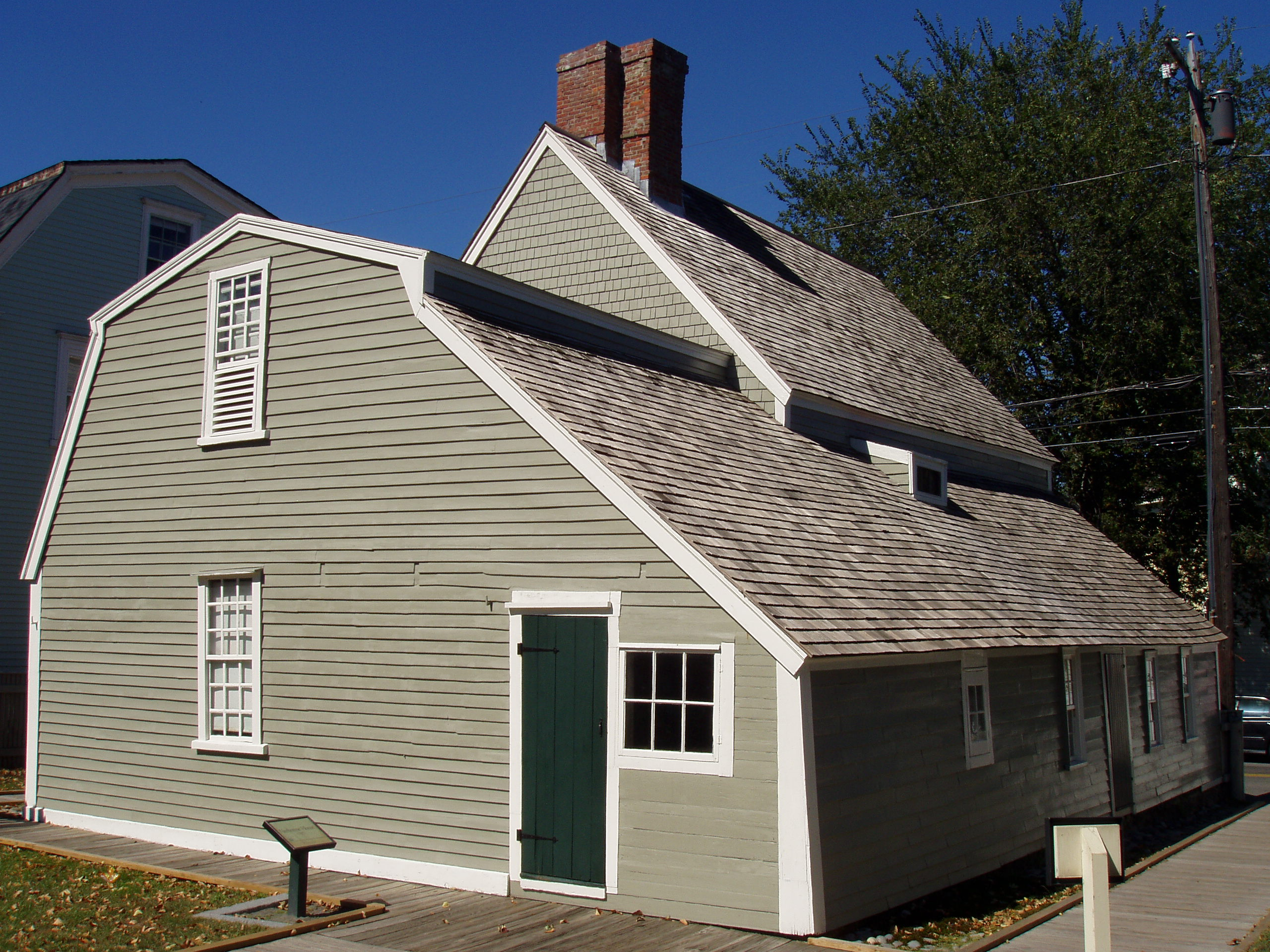
Narbonne House
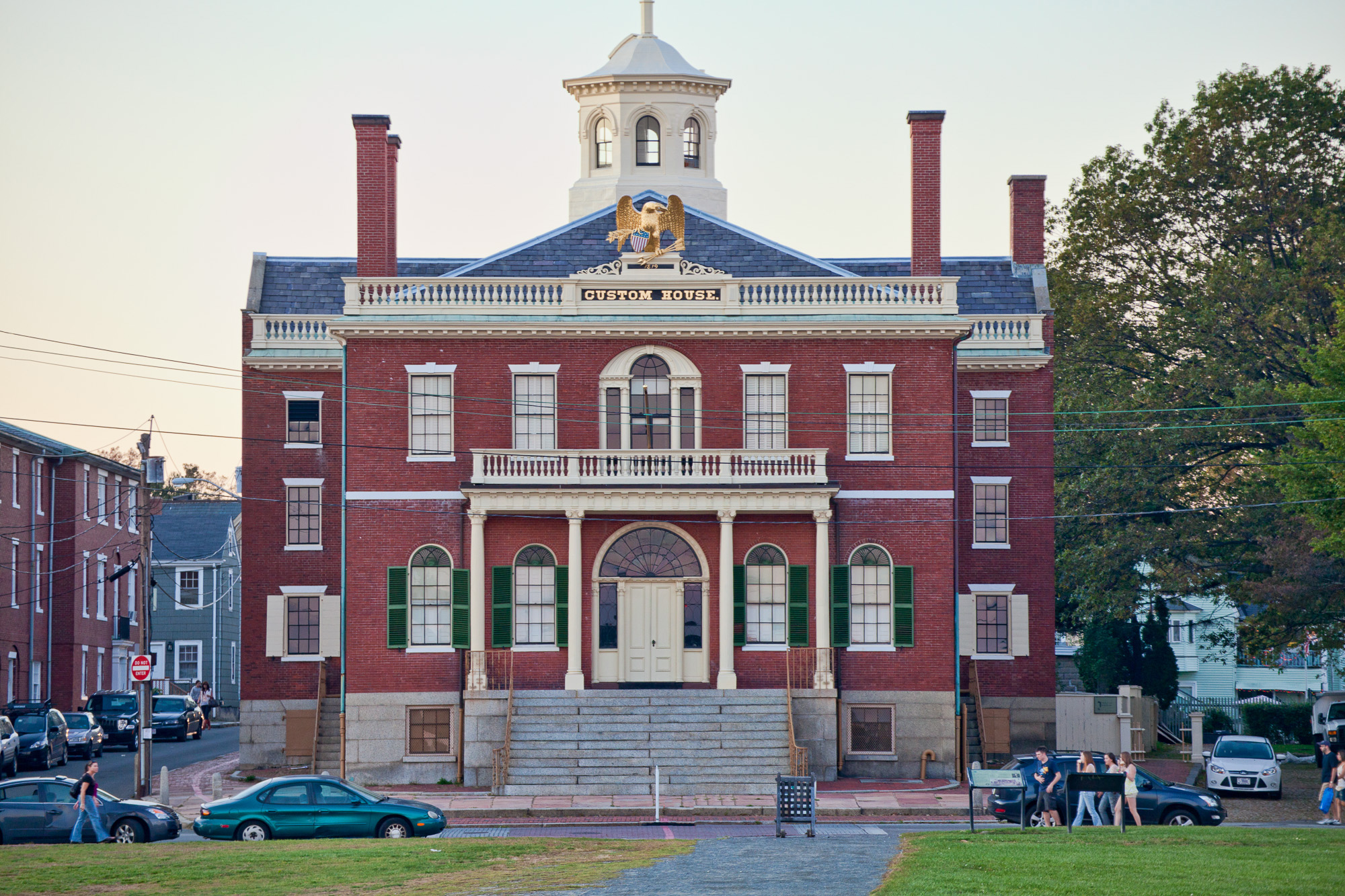
Custom House
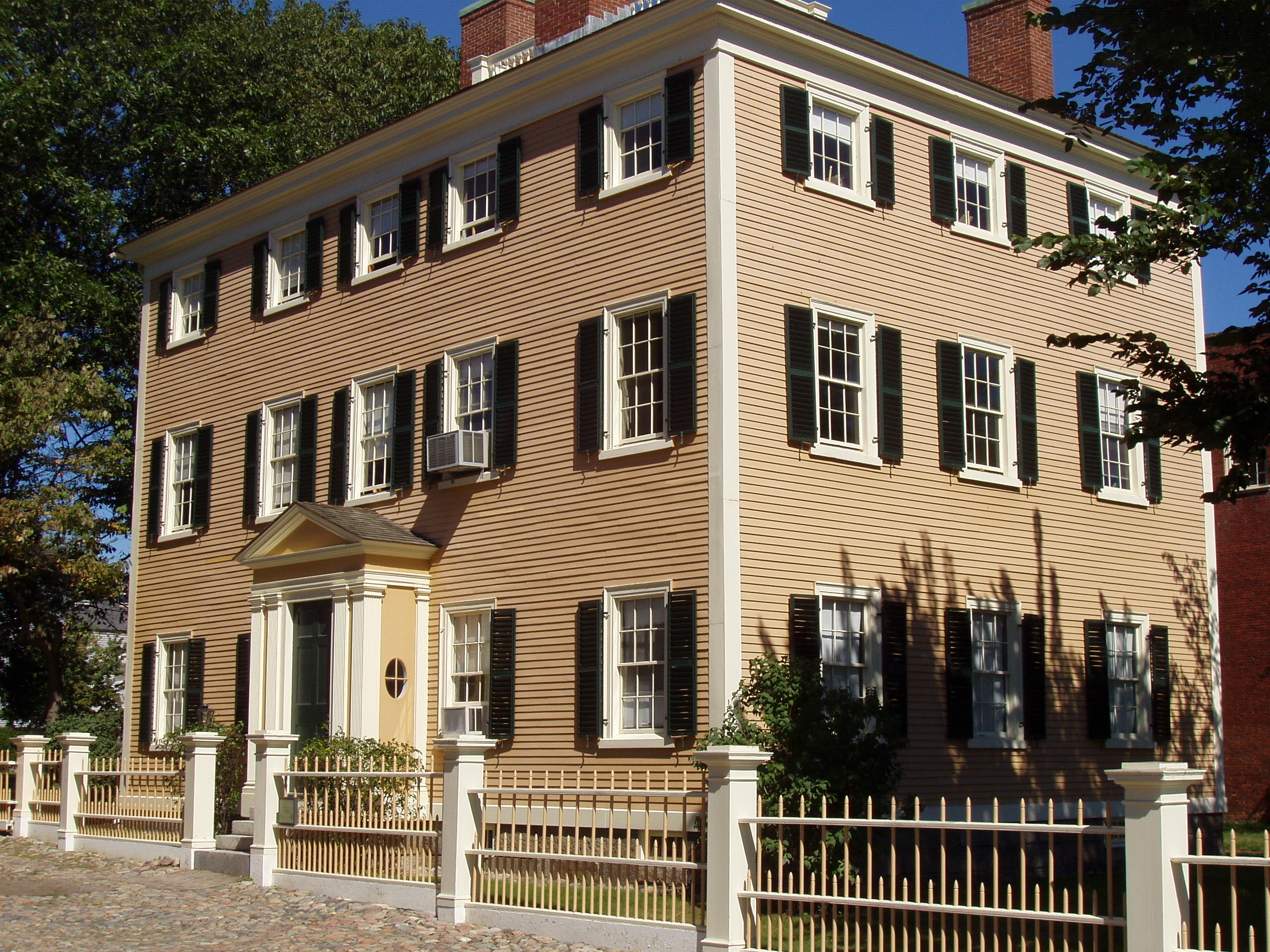
Hawkes House
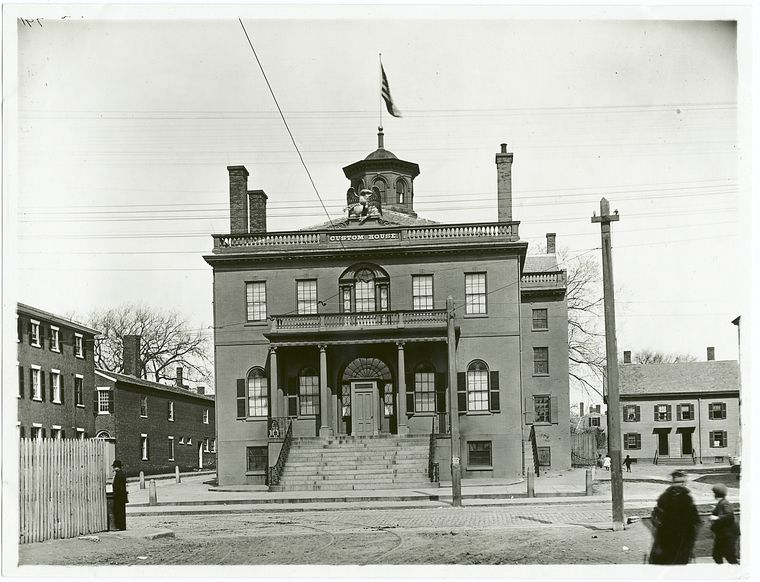
Custom House, (1880)
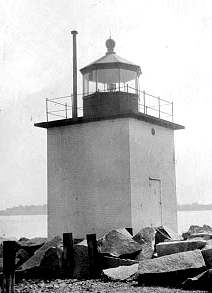
Phare de Derby Wharf
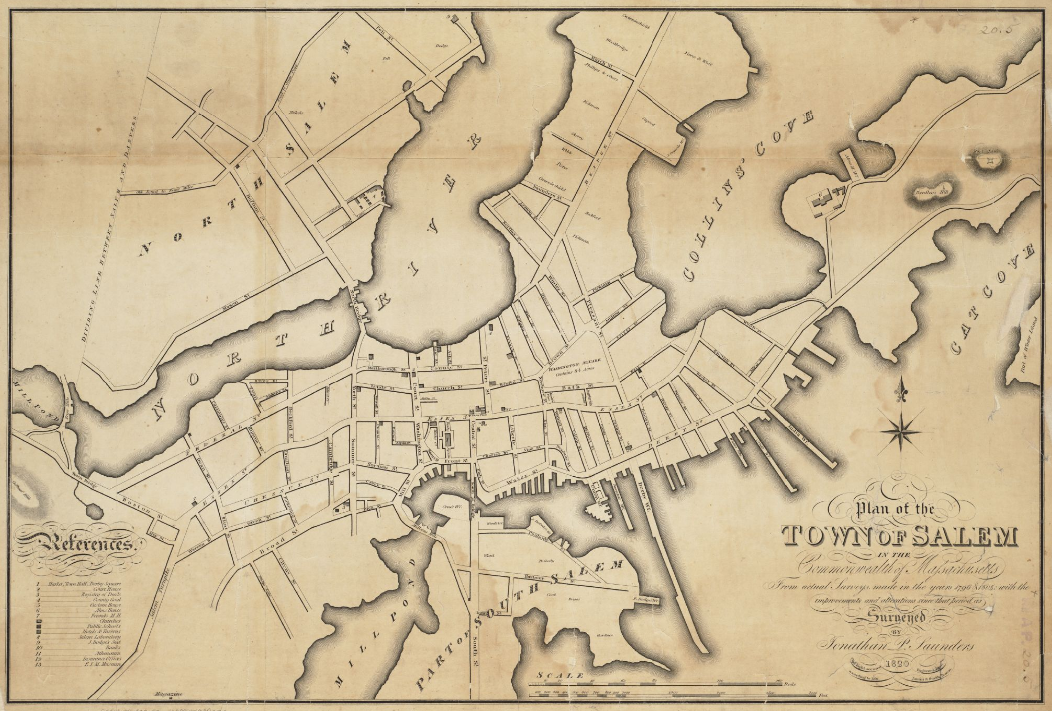
Salem (1820)
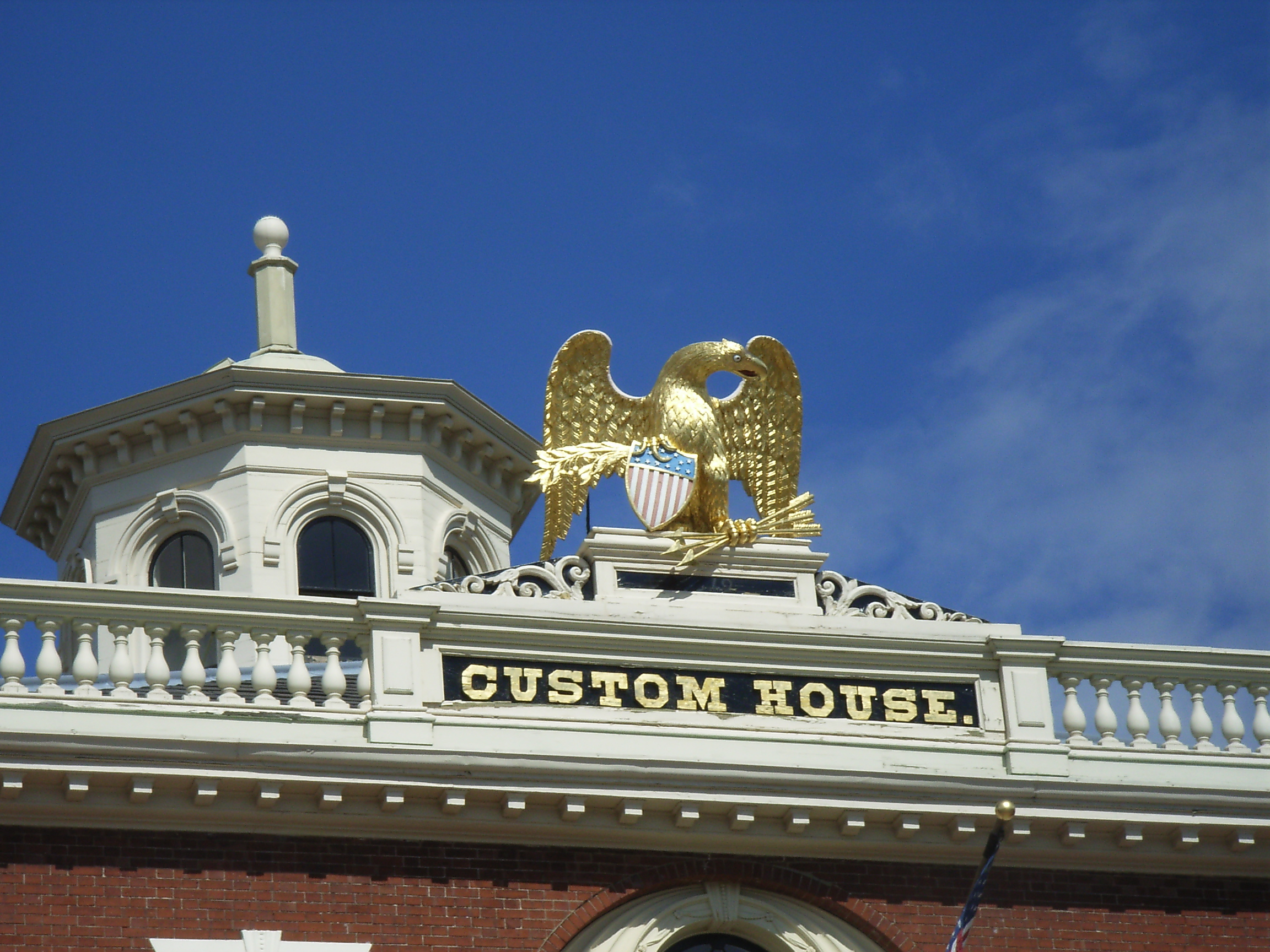
Aigle sur Custom House
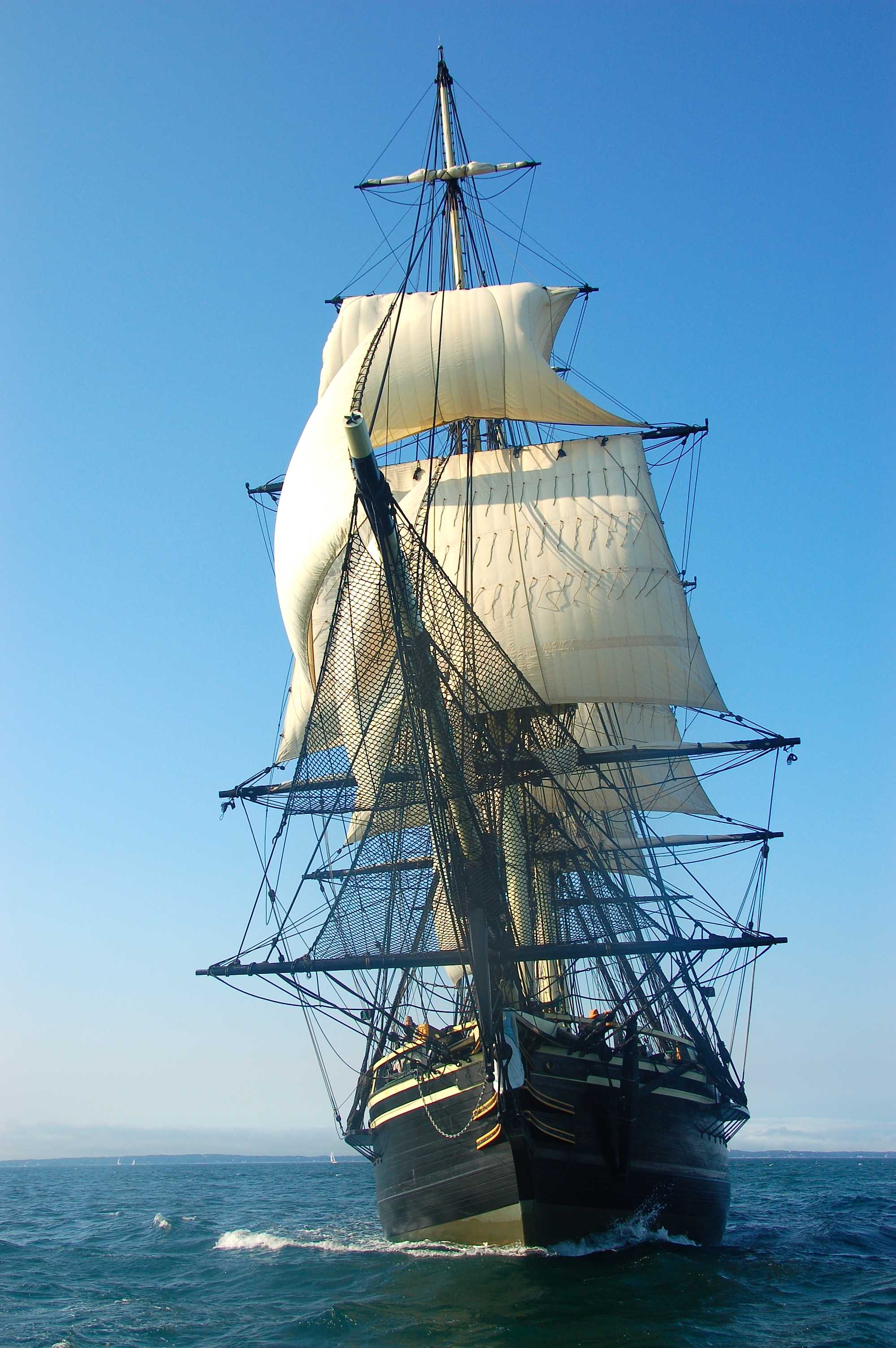
Friendship of Salem
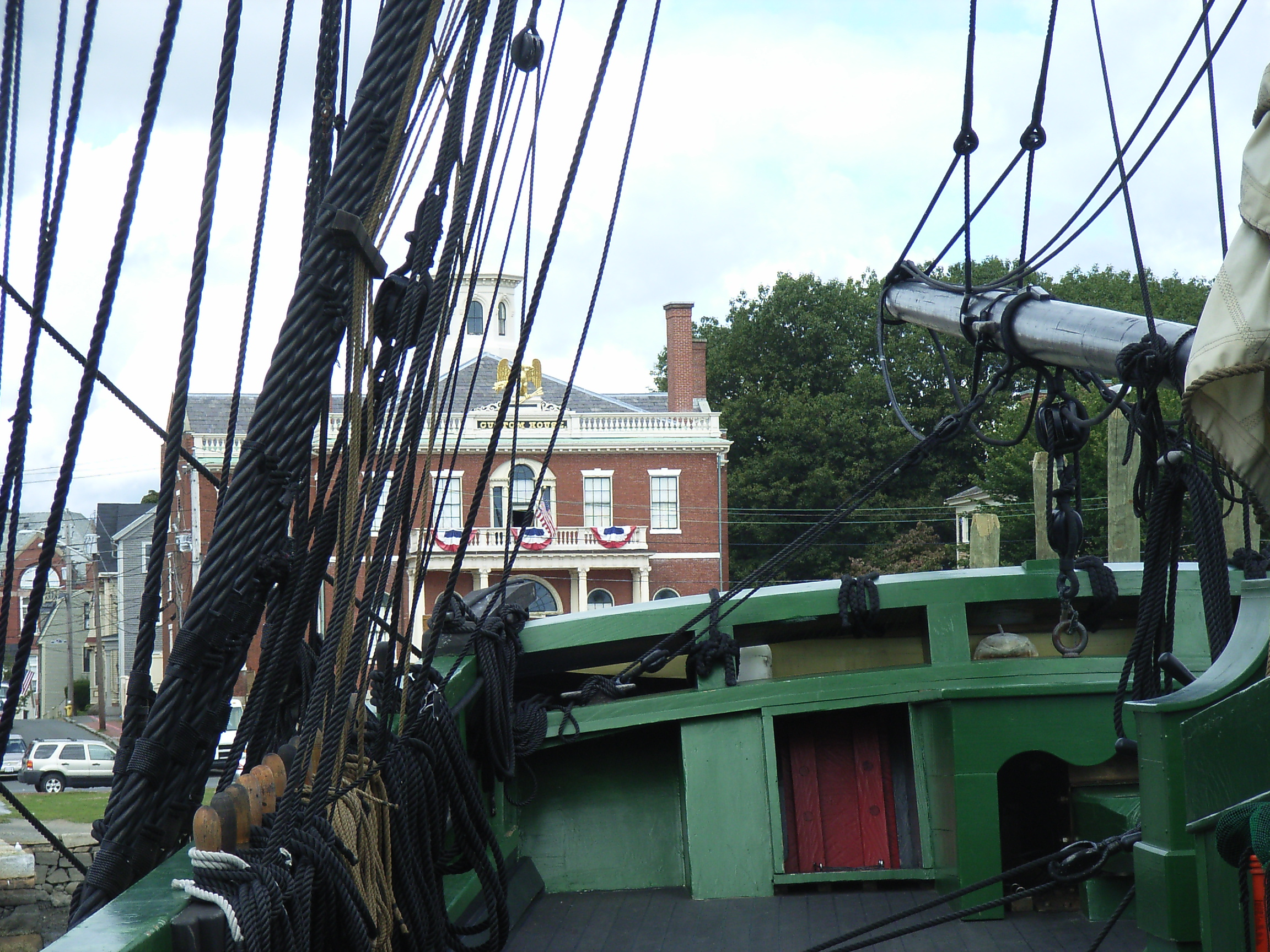
Custom House vu du pont du Friendship of Salem